# Unterach am Attersee
Unterach am Attersee es un municipio situado en el distrito de Vöcklabruck, en el estado de Alta Austria, Austria. Tiene una población estimada, a inicios de 2023, de 1542 habitantes.
Está ubicado al este del estado, cerca del lago Atter (Attersee), en la frontera con el estado de Salzburgo, al sur del río Danubio y al suroeste de la ciudad de Linz —la capital del estado—.